# Islam clásico
El Islam clásico o Islam medieval es el periodo de la historia del Islam que comienza en la Arabia preislámica y termina en el siglo XV, en que, por un lado se produce el fin del Reino de Granada (último reino musulmán de al-Ándalus, 1492), y por otro comienza la expansión del Imperio otomano (toma de Constantinopla, 1453). Durante esos nueve siglos las tribus árabes, con Mahoma a la cabeza, llevaron a cabo a partir del siglo VII (primero de la Hégira) un extraordinaria expansión a la vez migratoria, cultural y religiosa y de conquista militar. 

## Arabia preislámica
Los árabes que habitaban la península arábiga no formaban una nación ni un Estado. Formaban diversas tribus dispersas e independientes (unas eran nómadas y otras sedentarias) y en continuas luchas. Estas tribus no reconocían un poder que fuera común a todas ellas.
Las tribus nómadas del desierto, los beduinos, constituían un grupo social de unos 3000 miembros; dicho grupo estaba a su vez dividido en familias pero unido por la herencia de sangre, que se transmitía por vía paterna. La relación entre las distintas tribus fue siempre difícil e inestable. Las características de estas tribus de beduinos eran, además de la unión de la sangre, el sentido de la hospitalidad, el tener siempre presente el honor y el valor guerreros, y el aprecio a la poesía y a la elocuencia, facultades que sirvieron como instrumentos en la memoria colectiva del pueblo árabe.
Las tribus sedentarias vivían en el Yemen, al suroeste, y en los principados del norte (en realidad en estos principados las tribus eran seminómadas) que se relacionaban con Persia y Bizancio. El Yemen servía de enlace entre las rutas marítimas y las rutas de caravanas. Dichas tribus, después de tiempos de esplendor desaparecieron como entidades independientes ante la supremacía y presión de los persas en el primer tercio del siglo VI.
Por otra parte, la ciudad de La Meca (مكة), así como las ciudades del desierto centro-occidental, en esa misma época, prosperaron en gran manera a la sombra de las rutas caravaneras. Las tribus se fueron haciendo sedentarias y los mercaderes formaron una nueva entidad social acumulando riquezas y olvidando un tanto los viejos valores nómadas.
En cuanto a la religión, los árabes preislámicos no eran monoteístas, veneraban piedras, árboles, astros, demonios y ciertos dioses o ídolos que eran honrados en La Meca. Eran más religiosos los beduinos que el resto de la población.

## Mahoma
Tal era el escenario y la situación en la península arábiga a principios del siglo VII, cuando entró en escena Mahoma (Muhammad, محمد ) y en el año 610 empezó a predicar una religión nueva y monoteísta: el islam. Los árabes eran escépticos y positivistas y al principio se burlaron de él y hasta le persiguieron. Pero con energía y constancia más la fuerza de las armas con que intervinieron sus partidarios, Mahoma impuso su doctrina y su poder. Los árabes se dejaron arrastrar al principio sobre todo, más que por la religión, por su espíritu guerrero y conquistador, cualidades éstas que supieron desarrollar igualmente sus sucesores.
Con la ayuda de Mahoma, su nueva religión y su espíritu de expansión, las tribus árabes llegaron a tener una cierta unidad política con un jefe común. Aunque no fue nunca una cohesión fuerte y sólida, pues mantuvieron a lo largo de la Historia y en todo el territorio del islam continuas guerras tribales, apareciendo diversos partidos y diferencias en las ideas y preceptos religiosos. La historia interna del imperio musulmán muestra continuamente una natural independencia y el recuerdo del odio entre tribus. Esta lucha constante a través de los siglos culminó con la disgregación de los Estados musulmanes y permitió la posterior dominación de las principales potencias coloniales occidentales Imperio británico, Colonialismo francés y expansionismo estadounidense.
Muy importante y definitivo para las futuras conquistas fue el aporte humano de los beduinos. Su fuerza, su agresividad, sus tácticas de combate fueron en gran medida eficaces para el triunfo del islam sobre los grandes imperios sedentarios de sus vecinos. A lo largo de la historia del mundo islámico se va a repetir continuamente este aporte humano de nuevos nómadas que seguirán los patrones sedentarios pero que llevarán siempre el recuerdo de sus orígenes, mitificando la figura del beduino como la perfección primitiva.
Las tribus árabes unidas bajo el mandato de Mahoma y sus sucesores llevaron el islam y conquistaron en pocos años (del 697 al 708) casi toda el Asia Menor, Egipto y norte de África. Los pueblos dominados y que aceptaron la nueva religión son conocidos con los nombres de musulmanes (que viene de la voz del árabe clásico muslim de raíz trilítera  SLM de la misma familia que islam), mahometanos (de Mahoma) y sarracenos (del arameo rabínico sarq-iy-in, habitantes del desierto; sraq es desierto). Entre todos ellos, el principal era el pueblo árabe, pero no el único. Estas denominaciones no son sinónimo de árabe.

## La expansión
A partir del regreso de Mahoma, la ciudad de La Meca había quedado transformada en el centro de piedad del mundo islámico. Mahoma y sus seguidores empezaron entonces su expansión por toda la península arábiga hasta llegar al sur de Siria. En el año 632 murió el profeta y los nuevos jefes tomaron el título de califa, que significa "sucesor".
El primer califa (632-634)  "Jalifa,خليفة" fue el suegro de Mahoma, Abu Bakr As-Sidiq, ابو بكر الصديق. Le sucedieron los califas Omar Ben Jatab عمر بن الخطاب, Otmán y Alí Ben Abu Talib, علي بن أبي طالب. A su muerte (fue asesinado) se desencadena la primera guerra civil.
La historiografía clásica considera que la expansión fuera de Arabia fue resultado de una rápida expansión militar, dándola por finalizada a mediados del siglo VII, y han comparado esta expansión con las campañas de Alejandro Magno. Hay una visión excéntrica del proceso (divulgada en los años 1970 y original de Ignacio Olagüe Videla La Revolución islámica en Occidente, 1966-1969), según la cual se niega que se hubiera producido una invasión (que entiende imposible debido a la escasa población árabe y la pobreza de sus medios logísticos, que no le permitirían realizar grandes operaciones militares, ya sea a través del mar o del desierto, y, aún menos, derrotar a tantos pueblos en tan poco tiempo) sino un "un clima revolucionario que permitió el brote de nuevos conceptos".
En la segunda mitad del siglo VII tienen lugar más conquistas y la expansión llega a sus límites de fronteras estables que perdurarán así durante siglos. Es el dominio de las dinastías de los omeyas y los abasidas. Por occidente llegaron hasta Hispania y por oriente hasta China e India.
La conquista y expansión fue un fenómeno sorprendente realizado en relativamente poco tiempo y con aparente facilidad. Se dieron esas circunstancias por varios motivos, unos aportados por los propios árabes y otros por el enemigo común a todos ellos.
Los árabes musulmanes contaban en su provecho con una firme convicción religiosa, una cohesión guerrera heredada del mundo tribal de que procedían, una fuerza suficiente para poder vencer, una tendencia especial a saberse mover y controlar las rutas y además, una gran habilidad para pactar con el enemigo. Los puntos fortificados se iban rindiendo no solo por el empuje de las armas sino por la oferta de capitulaciones benignas que aseguraban el respeto a la situación personal, jurídica, religiosa y administrativa de los cristianos, judíos y mazdeos, quienes inmediatamente pasaban a ser protegidos (dimmíes).
Por otra parte, los invadidos ofrecían sus particulares circunstancias por las cuales la invasión pudo ser menos ardua de lo normal:
Existía un agotamiento bélico y económico de los emperadores bizantinos y persas, pues habían mantenido guerras feroces entre ellos. Como consecuencia de esas guerras, Siria (سورية), Palestina (فلسطين) y Mesopotamia se encontraban muy empobrecidas. A esto hay que añadir la peste que hubo en Siria en los años 614, 628 y 638. En Bizancio hubo además enfrentamientos religiosos entre los monofisitas y los judíos. Ni Persia ni Bizancio contaban con tropas suficientes para defender las fronteras ni los puntos por donde se movían sus conquistadores.
Con esta situación de los pueblos invadidos, la expansión pudo llevarse a cabo, aunque se dieron grandes batallas y enfrentamientos. A lo largo de la primera mitad del siglo VII se fueron estableciendo las siguientes conquistas:
En el año 634, los árabes vencieron al emperador de Bizancio Heraclio en Adinadeyn.
En el 636 vencieron así mismo en Yarmuk, (al este de la actual Turquía). Las crónicas cuentan de esta batalla que los árabes formaban un ejército de 25 000 hombres mientras que los bizantinos eran 50 000.
En el 636, capituló Damasco (Siria).
En el 638 capituló Jerusalén (al-Qods, القدس).
En el 642 capituló Alejandría (África). El general Amr ibn al-As terminó de esta manera la conquista de Egipto.
En el 643, los árabes entraron en Trípoli (actual Libia, en la costa mediterránea).
En el 647 hubo un primer ataque contra Cartago. Poco después fueron conquistando Chipre y Rodas (islas del Mediterráneo), además entraron en Armenia (en el Oriente Próximo), que resistió sólo parcialmente.
El ejército que se ocupaba del frente de Mesopotamia consiguió las victorias de Kindisiyah (en la costa del Mediterráneo), el Éufrates y Ctesifonte (a orillas del Tigris, en el actual Irak), todo ello entre los años 635 y 639. Con estas victorias quedó concluido el dominio de Mesopotamia.
En el año 642 se da la batalla de Nihavand y llegan hasta la frontera noroeste, donde murió (en el 651) Yazdgar III, el último emperador persa, con lo que queda terminada la conquista de Persia (actual Irán). Gradualmente fueron sustituyendo el zoroastrismo por el islam, e incorporaron Persia al califato.
Bajo el mandato del tercer califa, Utmán, llegaron hasta el desierto de Cirenaica (actual Libia) por el oeste, a las cadenas montañosas de Taurus y Cáucaso por el norte y hasta Asia Central.

## Política y sociedad
Uno de los mayores aciertos de los árabes para conseguir tan vasta conquista y expansión, fue su aplicación del régimen administrativo y fiscal, que siguió siendo el mismo que ya tenían los pueblos invadidos; no cambiaron nada y así tuvieron a la mayoría de los aristócratas locales como colaboradores. Además aplicaron un sistema de impuestos que sustituyó la antigua costumbre del botín de guerra, consiguiendo así menos odios y más adeptos a su causa En estas primeras conquistas no hubo mucha presión para imponer el islam, de manera que no hubo muchos conversos.

### Pluralidad religiosa
En los territorios dominados por los musulmanes, estos convivieron con cristianos y judíos. La pluralidad religiosa condicionó la estructura social que estuvo compuesta por tres grupos fundamentales: árabes originarios, conversos al islam (muladíes o neomusulmanes) y poblaciones protegidas.
- Los árabes formaban una casta privilegiada. Ocupaban los mando del ejército y recibían rentas procedentes del botín de las conquistas.
- Los muladíes o neomusulmanes eran la población originaria de los territorios conquistados que, bien en los primeros momentos, bien con el tiempo, se convirtió al islam. Procuraban arabizarse (incorporar la lengua y cultura árabes, y con el paso de las generaciones, identificarse como árabes). Esto traía ventajas sociales y económicas, como era eludir el doble impuesto que debían pagar los no musulmanes: uno, por la cantidad de tierras poseídas; otro, dependiendo del número de habitantes. Los musulmanes estaban sólo obligados al pago de una limosna legal o zakat (azaque).
- Las poblaciones protegidas, tributarias de esos otros impuestos, eran los llamadas dimmíes o gentes del Libro (creyentes en religiones abrahámicas o monoteístas): los cristianos que no se convirtieron y conservaron su culto su forma de gobierno y sus propias leyes (en España los mozárabes, en Egipto los coptos, en distintas regiones de Próximo Oriente armenios, maronitas, etc.); los judíos, que vivían en sus propios barrios o juderías; y los zoroastrianos (en Persia).

### Rivalidades tribales
Durante todo este tiempo de conquistas, los árabes no habían olvidado su origen tribal y seguían reagrupándose por tribus. Las rivalidades subyacían entre ellos y algunos clanes pretendían la hegemonía sobre los otros. En Siria destacaba el clan de los Omeya, muy protegido por el califa Utmán, que pertenecía a esa misma familia.
Comenzaron las discrepancias en torno a la fijación escrita del Corán y de las tradiciones. Los dos años de gobierno del califa Utmán se caracterizan por las luchas internas y el comienzo de la inestabilidad. El propio Utman murió asesinado en una de estas revueltas. A su muerte, sus oponentes nombraron califa a Alí, primo y yerno de Mahoma.
Con Alí en el poder tiene lugar la primera guerra civil. Se dio la primera batalla llamada "batalla del Camello" (o "de Basora"), en el 656, con el triunfo de Alí y sus seguidores. Un grupo radical, los jariyíes, vienen a oponerse al nuevo califa. Alí murió traicionado y asesinado en el 661. Sus seguidores empezaron a llamarse chiitas o shías y se reagruparon en torno a sus dos hijos, Hasan y Husayn. La disidencia entre chiitas y jarayíes fue importante y duradera en la historia del islam.

## Dinastía Omeya
El primer califa de esta dinastía es Muawiya (o Muhawiya, o Moawia), que gobernó desde el 661 al 680. Pertenecía al clan Omeya de  la tribu de los Quraish (Mohamed era del clan Hashemí de la tribu de Quraish). Durante su mandato se desarrolló la segunda guerra civil.
Los omeyas se ocuparon ampliamente de la organización política y administrativa. Eran además guardianes de la religión y supieron mantener el carácter puramente árabe durante todo su dominio, a pesar de estar éstos en minoría en todas las regiones ocupadas.
Poco a poco se fueron convirtiendo en grandes propietarios rurales y los antiguos campamentos nómadas se convirtieron en centros urbanos. Acabaron siendo un ejército sedentarizado cuyo núcleo principal estaba en Siria. La capital estaba en Damasco. Los árabes tenían la facultad de saber asimilar las culturas de otros pueblos y así ocurrió allá por donde fueron. La influencia de la cultura de Bizancio fue muy significativa.
Las provincias estaban gobernadas por los walíes o gobernadores, nombrados siempre por el califa. En tiempos del tercer califa omeya Abd al-Malik el árabe se declaró como lengua administrativa. El árabe se difundió rápidamente por todos los lugares conquistados. Pronto pensaron que el poder debía ser hereditario, mediante la designación de un sucesor en vida del califa.
Organizaron un Consejo para salir al paso de los problemas tribales que se mantenían firmes. En Siria designaron colaboradores cristianos para la Administración y en Mesopotamia fueron nombrados los aristócratas locales. El elemento fundamental fue el nombramiento de jueces o cadíes; la justicia se administraba según los preceptos religiosos y siempre en nombre del califa.
Los omeyas acuñaron moneda, símbolo este de estabilidad y buen gobierno. Las monedas fueron el dinar de oro y el dirham de plata. Pero al mismo tiempo surgieron graves problemas, sobre todo en el campo religioso y en el tribal. Luchaban los jariyíes contra los chiitas, que fueron el elemento clave para la caída de los omeyas.
Los omeyas llevaron a cabo la segunda época de conquistas, en general con buenos resultados. Los mayores éxitos los obtuvieron en el norte de África y en Hispania. La fundación de Kairuán (en el actual Túnez), fue algo muy importante y supuso la base para la conquista de todo el Magreb. Fue además la consolidación de su fuerza y poder pues dominaron en África las mismas tierras que años antes habían estado bajo el gobierno bizantino.
En el norte de África se encontraron los árabes con los pueblos bereberes que entrarían a formar una parte muy valiosa dentro del mundo islámico y que también sería objeto de discordia y rebeliones a lo largo de los siglos. Estos pueblos aceptaron el islam desde el principio y fueron ellos mismos quienes lo extendieron mucho más que los propios árabes.
Fue durante la época de la dinastía Omeya cuando llegaron más lejos por occidente, haciendo una incursión en el país galo y perdiendo la famosa Batalla de Poitiers. Por oriente, cesó la expansión en el año 751. Las grandes áreas regionales de esta segunda época fueron: Arabia, Siria, Egipto (مصر), Irak, Persia (Irán), Magreb y al-Ándalus, más el dominio del Mediterráneo y el Índico.
El final de la dinastía Omeya se vio envuelta en enemistades y movimientos de rebeldía. Con el último califa, Marwan II, el mundo islámico sufrió la tercera guerra civil. Fue una derrota decisiva, con la matanza de casi todo el clan Omeya, de la que se pudo librar el joven Abderramán (Abd al-Rahman) que huyó y llegó hasta Hispania donde poco después fundó el Emirato Independiente de Córdoba, en el 756.

## Dinastía Abasida
También llamada Abbasida y Abassí. Desde el año 750-1258. El verdadero poder duró sólo un siglo aproximadamente.
Los Abasidas basan su pretensión al califato en su descendencia de Abbas ibn Abd al-Muttalib (566-652), uno de los tíos más jóvenes del profeta. Muhammad ibn 'Ali, bisnieto de Abbas, comenzó su campaña por el ascenso al poder de su familia en Persia, durante el reinado del califa Omeya Umar II. Durante el califato de Marwan II, esta oposición llegó a su punto culminante con la rebelión del imam Ibrahim, descendiente en cuarta generación de Abbas, en la ciudad de Kufa (actual Irak), y en la provincia de Jorasán, (en Persia, actual Irán). La revuelta alcanzó algunos éxitos considerables, pero finalmente Ibrahim fue capturado y murió (o fue asesinado) en prisión en 747. Continuó la lucha su hermano Abdallah, conocido como Abu al-'Abbas as-Saffah quien, después de una victoria decisiva en el río Gran Zab en 750, aplastó a los Omeyas y fue proclamado califa.
Los Abasidas se consideraban benditos, frente a los Omeyas a quienes consideraban ilegítimos e impíos. Con la nueva dinastía, el imperio árabe de los Omeyas es sustituido por un imperio estrictamente islámico. Trasladan la capital a Bagdad (año 762) y de esta manera Mesopotamia pasa a ser el centro del imperio. El gobierno y la administración está en manos de miembros de origen persa en lugar de sirio, como ocurría con los Omeyas.
Se cambia también el sistema del ejército que pasa de estar compuesto por árabes dispuestos a la expansión, a estar integrado por militares mercenarios, procedentes de todas partes, aunque la mayoría venían de la provincia de Jorasán.
Los problemas de fondo no cambian ni desaparecen en esta etapa, pero tampoco aumentan. Continúa el eterno enfrentamiento entre árabes y persas con las consecuentes revueltas y secesiones.
A partir del califa al-Mutasim (833-842), la dinastía abasida se debilita con el nuevo poder del ejército turco que empieza a demostrar demasiada influencia sobre los distintos califas, influencia que llega a ser muy peligrosa para el mantenimiento de éstos en el verdadero dominio. Es el fin del poder político; el califa se mantiene como guía espiritual de los creyentes a partir de la muerte de al-Muktafil, en el 908. A partir de este momento puede decirse que los sucesivos califas se convirtieron en marionetas en manos de sus soldados turcos.

## Fin del islam clásico
En los años 909 y 929 se rompió por primera vez la unidad califal en el islam. En el 909 tiene lugar el movimiento fatimí en el Magreb, iniciado por el enviado o mahdi Udayd Allah, que tomó además el título de califa; en el 929 es Abderramán, en al-Ándalus quien también toma el título de califa.
Los soldados turcos crean en el 935 el título de amir-al-umara (comandante de comandantes), que representa el verdadero poder político y que es asumido por el jefe de dichos soldados. En el 1055 Bagdad es capturada por los turcos selyúcidas, que eran seguidores suníes. Finalmente, en el año 1258, terminó la línea de los califas abasidas y su influencia en el islam suní, que ya no necesitaba de ellos.
En Egipto (مصر), el régimen fatimí ejercía su desarrollo muy lejos de los últimos califas abasidas.

### Las Cruzadas
Simultáneamente, se produjeron las Cruzadas, un movimiento militar y religioso de la cristiandad latina u occidental que entre los siglos XI y XIII mantuvo una presencia territorial en la denominada Tierra Santa.

### Imperio otomano
En lo que puede considerarse como la crisis final del islam clásico, desde el siglo XIII al XV, el predominio político en el mundo musulmán pasó de la etnia árabe a la etnia turca, proveniente del Asia Central, que terminará plasmándose en el creciente poder territorial del Imperio otomano.

### Al-Ándalus y el Magreb
En cambio, al oeste del imperio, en el norte de África denominado Magreb, el mundo islámico era mayoritariamente bereber. Las tribus almorávides se hicieron con el poder y el dominio a finales del siglo XI y más tarde serán las tribus de los almohades quienes llevarían la hegemonía.
En cuanto a la península ibérica, el extremo noroccidental del mundo islámico, que se conocía en el mundo islámico como al-Andalus, se mantuvo con distintas fases de predominio, equilibrio o subordinación con los reinos cristianos, durante el periodo denominado Reconquista desde la perspectiva de éstos (siglos VIII al XV). Había comenzado su despegue del oriente musulmán con un superviviente de la familia de los omeyas que se proclamó emir independiente en Córdoba, Abderramán I, y su descendiente Abderramán III, que se proclamó califa. Esa desunión no se restauró con la caída del Califato de Córdoba en el siglo XI, que produjo una división en taifas, ni tampoco con la sucesivas llegadas de los almorávides y de los almohades.
- Datos: Q17995028